# Raoni Carneiro
Raoni Carneiro Monteiro (Sao Bernardo do Campo, 23 de noviembre de 1981) es un actor brasileño.

## Biografía
A los trece años comenzó su carrera en las artes. El primer paso fue con el grupo de Tespis, teatro de aficionados en la ciudad de Itapetininga, São Paulo. Dos años más tarde se trasladó a la capital del estado, donde se convirtió en profesional como actor en el teatro de la Escuela Célia Helena. Hoy en día es un actor ascendente carrera. Está casado con la actriz Fernanda Rodrigues, que tiene una hija de Luisa. Acaba de ganar el Premio a la mejor producción de FEMSA en el 2009 con la obra La tragedia de Romeo y Julieta.

## Trabajos en televisión
Título Año carácter Emisor
2011 Roger Malhação Rede Globo
2010 La Vida de los Otros John Rede Globo
2009 / 2010 Wilson Gerl.com Mota Globo
2008 / 2009 de Empresas de China Heraldinho Globo
2007 Amigos y rivales Armando Tavares SBT
2005 La Luna me dijo Rede Globo Ramón
2004 Seus Olhos (telenovela) Felipe SBT
2003 ¿Ahora qué son Montaña Globo
Sandy & Junior 2002 ----- (Series)

### Cine de trabajo
Año   Título
2011 la familia vende todo
2008 Rubia falsa
2006 Extraña forma de amor 2006

### Obras en el teatro
Título Director Año
2009 La tragedia de Romeo y Julieta de William Shakespeare dirigida por Marcelo Lazzaratto. FEMSA nominación a los premios - Mejor Actor de 2009.
2007/2008 El nacimiento de Santa Lauro César Muniz y dirigida por Barbara Bruno.
2007/2008 Motel Paradiso Juca de Oliveira y la dirección de Roberto Lage.
2006 Summer Kisses Domingos Oliveira y la dirección de Eduardo Wotzik.
2005 Maratón de Nueva York Edoado Erba y dirigida por Marcelo Lazzaratto.
Confidencias 2003/2004 de los hombres y las confusiones Gustavo Neri dirección de Reise Leandro.
2002 Ayuda! Mientras que la mamá estaba! Benedito Ruy Barbosa, dirigida por José Wilker.
2000/2001 venga a verme que yo sigo siendo tu dirección de Carlos Alberto Sofredini Nelson
Baskerville. PREMIO - Mejor Actor de Reparto en el Festival Nacional de Teatro Guaçuí / ES.
1999/2000 El rey Lear (montaje Raul Cortez), de William Shakespeare dirigida por Ron Daniels.
1999 Romeo y Julieta de William Shakespeare dirigida por Marcelo Lazzaratto.
1998 niñas Nelson adaptada y dirigida por Nelson Baskerville basada en la obra de Nelson Rodrigues.

## Director
Partners Título Año
2011 Where Are You Now Regiane de Antonini. Con Zulu y Thiago Rafael Gagliasso. Gira nacional.
2011 Es fría Mario Bortolotto. Con Kayky Brito, Germán Pereira Carneiro y Marau. Gira nacional
2009 En la habitación de Jean-Paul Sartre. Vitor Morbim, Leme Mariana, y Mariana Vaz Murilo Salles. TEMPORADA: Río de Janeiro
2004 / 2005 Barrio Estdante Roberto Freire, en colaboración con el actor Paulo Vilhena. Con los actores y José Carneiro Marau Trass. :TEMPORADA: Sao Paulo y Río de Janeiro

### Productor
Hacia Título Año
2011 Es fría Mario Bortolotto.
2009 La tragedia de Romeo y Julieta de William Shakespeare dirigida por Marcelo Lazzaratto. Premio FEMSA - Mejor Producción 2009.
2005/2010 banda Troupe -----
Sarau 2005-2008 Projet: Noches de música brasileña -----
2005 Maratón de Nueva York Edoado Erba y dirigida por Marcelo Lazzaratto.
Confidencias 2003/2004 de los hombres y las confusiones Gustavo Neri dirección de Reise Leandro.
2000/2001 venga a verme que yo sigo siendo tu dirección de Carlos Alberto Sofredini Nelson Baskerville.

## Premios
| Año  | Premio                                          | Categoría               | Trabajo indicado                | Resultado | Ref |
| ---- | ----------------------------------------------- | ----------------------- | ------------------------------- | --------- | --- |
| 2009 | Premio FEMSA                                    | Mejor Producción        | A Tragédia de Romeu e Julieta   | Venezuela |     |
| 2001 | Premio Festival Nacional de Teatro de Guaçuí-ES | Mejor Actor Coadjuvante | Vem Buscar-me Que Ainda Sou Teu | Venezuela |     |